# Tilmann Schmidt
Tilmann Friedrich Walther Schmidt (* 12. August 1943 in Braunschweig; † 4. April 2022 in Pforzheim) war ein deutscher Historiker und Hochschullehrer.

## Leben und Wirken
Tilmann Schmidt war der Sohn des Kunsthistorikers und Sammlungsleiters (Kustos) am Herzog Anton Ulrich-Museum, Hans Werner Schmidt. Seine Mutter Edith, geborene Wenzlau, stammte aus der Familie Delbrück. Nach dem Abitur am humanistischen Wilhelm-Gymnasium in Braunschweig studierte Schmidt im Sommersemester 1963 Geschichte, Germanistik und Philosophie an der Universität Braunschweig, ab Wintersemester 1963 Geschichte, lateinische Philologie, Philosophie und Pädagogik an der Universität Göttingen und ab 1966 Geschichte und lateinische Philologie an der Universität Tübingen. Von 1969 bis 1977 arbeitete er als wissenschaftliche Hilfskraft, ab 1972 als Verwalter einer Assistentenstelle und ab 1974 als wissenschaftlicher Assistent am Historischen Seminar der Universität Tübingen. 1973 wurde er in Tübingen mit einer Dissertation zur Kirchenpolitik Papst Alexanders II. promoviert. 1978/1979 war er Assistent am Deutschen Historischen Institut Rom, danach von 1979 bis 1984 wissenschaftlicher Assistent in Tübingen. 1981 habilitierte er sich dort. 
Von 1985 bis 1990 war er mit der Wahrnehmung der Professur für mittelalterliche Geschichte beauftragt und ab 1986 ordentlicher Professor an der Universität Tübingen. 1989 hatte er eine Lehrstuhlvertretung an der Universität Heidelberg, 1990 an der Universität Wien und 1991/92 an der Universität Stuttgart. 1993/94 war er Vertreter einer Professur für Europäische Geistesgeschichte, ab 1994 für Geschichte des Mittelalters an der Universität Rostock. Von 1994 bis zu seiner Emeritierung 2008 lehrte er als Professor für Geschichte des Mittelalters an der Universität Rostock. Am 13. Oktober 1995 wurde er in die Historische Kommission für Mecklenburg berufen.
Seine Forschungsgebiete waren Kirchengeschichte, Rechtsgeschichte und Diplomatik.

## Schriften (Auswahl)
- Alexander II. (1061–1073) und die römische Reformgruppe seiner Zeit. Hiersemann, Stuttgart 1977, ISBN 3-7772-7704-5.
- Der Bonifaz-Prozess. Verfahren der Papstanklage in der Zeit Bonifaz' VIII. und Clemens' V. (= Forschungen zur kirchlichen Rechtsgeschichte und zum Kirchenrecht. Band 19). Böhlau, Köln/Wien 1989, ISBN 3-412-21488-4.
- mit Angela Hartwig (Hrsg.): Die Rektoren der Universität Rostock 1419–2000 (= Beiträge zur Geschichte der Universität Rostock. Band 23). Rostock 2000.
- mit Peter Gunst: Das Zeitalter König Sigmunds in Ungarn und im Deutschen Reich (= Történelmi Figyelö Könyvek. Band 8). Debrecen 2000.
- Calixtus II.; Clemens V.; Clemens VI.; Clemens (VII.); Coelestin V.; Engelpapst; Eugen III.; Gregor XI.; Innozenz IV.; Innozenz V. In: Religion in Geschichte und Gegenwart. 4. Aufl. Band 4. Tübingen 2001.
- Die Originale der Papsturkunden in Norddeutschland (Bremen, Hamburg, Mecklenburg-Vorpommern, Schleswig-Holstein) 1198–1417 (= Index Actorum Romanorum Pontificum. Band 7). Città del Vaticano 2001.
- (Hrsg.): Das Rostocker Stadtbuch 1270–1288. Nebst Stadtbuch-Fragmenten (bis 1313). Schmidt-Römhild, Rostock 2007, ISBN 978-3-7950-3743-7.
- (Hrsg.): Butllari de Catalunya. Documents pontificis originals conservats als arxius de Catalunya (1198–1417). 3 Bände, Fundació Noguera, Barcelona 2016, ISBN 978-84-9975-775-9.